# Ана Марија Јопек
Ана Марија Јопек (рођена 14. децембра 1970. у Варшави) је пољска музичарка и певачица. Представљала је своју земљу на Евровизији 1997. са песмом Ale jestem, достигавши 11. место од 25 земаља учесница. Године 2002, сарађивала је на албуму са џез гитаристом Петом Метинијем. Добила је бројне награде за музику, награду Personal Award Мајкла Легранда, у Витепску 1994, као и све награде за музику у Пољској, заједно са златним и платинастим плочама.
Она је ћерка певача Станислава Јопека (1935-2006), који је познат као „први кочијаш Пољске“ због своје песме „Фурман“ (кочијаш), и плесачице Марије Станкиевић. Њен Божићни албум из 1999, Dzisiaj z Betleyem, има два дуета са оцем. Ана Маријина сестра Патриша је виолиниста.
Године 2007, снимила је албум ID са уметницима као што су Мино Цинелу, Кристијан Макбрајд, Ричард Бона, Бранфорд Марсалис, Дафер Јусуф, Торд Густавсен и Оскар Кастро-Невес.
Априла и маја 2009, имала је турнеју са наступима у Русији, Индонезији, Сингапуру и Јапану.

## Дискографија

### Соло албуми
| Ale jestem                                                               | - Издат: Новембар 22, 1997 - Издавач: Mercury/PolyGram Пољска - Формат: CD                          | —  | - OLiS: 50,000+  | - OLiS: Злато       |
| Szeptem                                                                  | - Издат: Јун 6, 1998 - Издавач: Mercury/PolyGram Пољска - Формат: CD                                | 38 | - OLiS: 200,000+ | - OLiS: 2x платинум |
| Jasnosłyszenie                                                           | - Издат: Март 26, 1999 - Издавач: Mercury/PolyGram Пољска - Формат: CD                              | —  | - OLiS: 50,000+  | - OLiS: Злато       |
| Dzisiaj z Betleyem                                                       | - Издат: Новембар 8, 1999 - Издавач: Universal Music Пољска - Формат: CD                            | —  |                  |                     |
| Bosa                                                                     | - Издат: Септембар 14, 2000 - Издавач: Universal Music Пољска - Формат: CD, преузимање онлајн       | 3  | - OLiS: 50,000+  | - OLiS: Злато       |
| Barefoot                                                                 | - Издат: Фебруар 28, 2002 - Издавач: Universal Music Пољска - Формат: CD                            | —  |                  |                     |
| Nienasycenie                                                             | - Издат: Март 25, 2003 - Издавач: Universal Music Пољска - Формат: CD                               | 1  | - OLiS: 35,000+  | - OLiS: Злато       |
| Secret                                                                   | - Издат: Јун 13, 2005 - Издавач: Universal Music Пољска - Формат: CD, преузимање онлајн             | 3  |                  |                     |
| Niebo                                                                    | - Издат: Октобар 24, 2005 - Издавач: Universal Music Пољска - Формат: CD, CD+DVD, преузимање онлајн | 2  |                  |                     |
| ID                                                                       | - Издат: Мај 11, 2007 - Издавач: Universal Music Пољска - Формат: CD, преузимање онлајн             | 1  | - OLiS: 30,000+  | - OLiS: Платинум    |
| Sobremesa                                                                | - Издат: Октобар 14, 2011 - Издавач: Universal Music Пољска - Формат: CD, преузимање онлајн         | 5  | - OLiS: 30,000+  | - OLiS: Платинум    |
| Polanna                                                                  | - Издат: Октобар 14, 2011 - Издавач: Universal Music Пољска - Формат: CD, преузимање онлајн         | 14 | - OLiS: 15,000+  | - OLiS: Злато       |
| Haiku                                                                    | - Издат: Октобар 14, 2011                                                                           |    |                  |                     |
| Minione                                                                  | - Издат: 2017                                                                                       |    |                  |                     |
| Czas kobiety                                                             | - Издат: 2017                                                                                       |    |                  |                     |
| Ulotne                                                                   | - Издат: 2018                                                                                       |    |                  |                     |
| "—" означава снимак који није на листи или није издат на тој територији. | |    |                  |                     |

### Заједнички албуми
| Upojenie са Петом Метенијем                                              | - Издат: Децембар 1, 2002 - Издавач: Warner Music Пољска - Формат: CD, преузимање онлајн    | 1  | - OLiS: 70,000+ | - OLiS: Платинум |
| Haiku са Макотом Озонеом                                                 | - Издат: Октобар 14, 2011 - Издавач: Universal Music Пољска - Формат: CD, преузимање онлајн | 17 | - OLiS: 30,000+ | - OLiS: Платинум |
| "—" означава снимак који није на листи или није издат на тој територији. |                                                                                             |    |                 |                  |

### Живи албуми
| Farat                                                                    | - Издат: Новембар 16, 2003 - Издавач: Universal Music Пољска - Формат: CD, преузимање онлајн | 2 | - OLiS: 35,000+ | - OLiS: злато |
| JO & CO                                                                  | - Издат: Октобар 17, 2009 - Издавач: Universal Music Пољска - Формат: CD, преузимање онлајн  | 4 | - OLiS: 15,000+ | - OLiS: Злато |
| "—" означава снимак који није на листи или није издат на тој територији. |                                                                                              |   |                 |               |

### Компилације
| Anna Maria Jopek                                                         | - Издат: Јул 26, 2006 - Издавач: Universal Music Пољска - Формат: CD (Box set)      | —  | - OLiS: 5,000+ | - OLiS: Злато |
| Dwa serduszka, cztery oczy                                               | - Издат: Децембар 14, 2008 - Издавач: Universal Music Пољска - Формат: CD (Box set) | 47 |                |               |
| Lustra                                                                   | - Издат: Октобар 14, 2011 - Издавач: Universal Music Пољска - Формат: CD (Box set)  | 12 |                |               |
| "—" означава снимак који није на листи или није издат на тој територији. |                                                                                     |    |                |               |

### Видео албуми
| Наслов | О албуму                                                      | Продаја         | Признања         |
| ------ | ------------------------------------------------------------- | --------------- | ---------------- |
| Farat  | - Издат: 2003 - Издавач: Universal Music Пољска - Формат: DVD | - OLiS: 10,000+ | - OLiS: Платинум |